# 诺南托拉
诺南托拉（義大利語：Nonantola），是意大利摩德纳省的一个市镇。总面积55平方公里，人口15361人，人口密度279.3人/平方公里（2009年）。ISTAT代码为036027。

## 友好城市
- 法國 莱米罗